# Gui Boratto
Guilherme (Gui) Boratto (nacido en el año 1974 en São Paulo, Brasil) es un DJ, compositor y productor de música electrónica, últimamente más centrado en el Minimal. Además es arquitecto y publicista de profesión.

## Biografía
Comenzó su carrera trabajando en el sector de la publicidad en 1989, desempeñándose como  compositor musical para comerciales de televisión. Entre 1994 y 2004, realizó varios trabajos para varias compañías discográficas en Brasil e internacionales y ganó cierto reconocimiento cuando integraba la banda pop dance Secta junto a la cantante Patricia Coelho y su hermano Jorge Boratto conocido como "Tchorta", con quien también, dirigen un sello independiente llamado Music Mega e integraron otro proyecto musical, Crossover.
Una de sus primeros trabajos como productor fue en el 2003 con su remix para la banda sonora del film “Ciudad de Dios” (Hank Levine Film GMBH, 2003).
Desde el año 2005, comenzó a dedicarse a sus propias composiciones y producciones. Fue en este año donde lanza uno de sus primeros tracks reconocidos en la escena electrónica, se trata de "Arquipélago", que a su vez fue incluido en su álbum debut Chromophobia, lanzado en 2007 por el sello alemán Kompakt, que le valió el premio al Álbum del Mes en la  revista británica Mixmag en abril de aquel año. En arquitectura esto significa mono-cromatismo, lo que hace referencia a la “sencillez”. Sin embargo, Gui reconoce que su música es muy colorida. Entre sus temas más reconocidos se encuentra la emotiva “Beautiful Life”, vocalizado por su esposa Luciana Villanova, quien también colaboró en sencillos como “Like You” (lanzado como EP en 2006 por Kompakt Pop) “No Turning Back”, incluido en su segundo álbum Take My Breath Away lanzado en 2009 y en varias pistas de su tercer álbum "III" del 2011.
Sus tracks han aparecido en listas y a su vez respaldado por productores de la talla de Michael Mayer, Tiefschwarz, Steve Bug, Phonique, Martin Landsky, Hernán Cattáneo, entre otros.
En 2007, Gui Boratto obtuvo la posición #133, según la encuesta realizada por la revista DJ Mag. Ya en 2009, logra su mejor performance ubicándose en la 98.ª posición, siendo la primera vez que ingresa en la zona de élite.
Gui usa una laptop equipada con Ableton Live, un JazzMutant Lemur, un monomo y un Evolution Uc33e. En ciertas ocasiones, invita a un guitarrista para unirse a él.

## Discografía

### Álbumes de estudio
- 2007: Chromophobia (Kompakt)
- 2009: Take My Breath Away (Kompakt)
- 2011: III (Kompakt)
- 2014: Abaporu (Kompakt)
- 2018: Pentagram (Kompakt)

### Sencillos
Sect
- 1994: Sect – "F&D" (Don't Stop)
- 1995: Sect – "Eleven" (Spotlight Records)
- 1997: Sect – "The Remixes" (Spotlight Records)

Crossover
- 2001: Crossover – "Music Will Never Stop" (Tanga Records)
- 2002: Crossover – "Lay It Down on Me" (Tanga Records)

Como solista
- 2003: Gui Boratto – "Royal House" (Megamusic/Trama)
- 2003: Ramilson Maia & Gui Boratto – Malandragem
- 2004: City of God Remixed – "Fast Samba 2004" (Hank Levine Film GmbH)
- 2004: Gui Boratto – "Sunrise" (Plastic City)
- 2004: Elvissa – "Royal House (De Stjil mix)" (Luxury House)
- 2004: Maybe Plastic City – "Twiggy (flute-zilian mix) (Plastic City)
- 2005: Gui Boratto – Twiggy E.P. (Circle Music)
- 2005: Gui Boratto – Sunrise (Plastic City)
- 2005: Gui Boratto – Arquipélago (K2)

- 2006: Gui Boratto – It's Majik (Plastic City)
- 2006: Gui Boratto – Beluga (Audiomatique Recordings)
- 2006: Gui Boratto – Division EP (Harthouse Mannheim)
- 2006: Gui Boratto, Oxia – Speicher 38 (Kompakt Extra)
- 2006: Gui Boratto – Gate 7 (K2)
- 2006: Gui Boratto / Propulse – Brazilian Soccer - Edition (Killa Beat Recordings)
- 2006: Gui Boratto – Like You (Kompakt Pop)
- 2006: Gui Boratto – Sozinho (K2)

- 2007: Gui Boratto – Tales From The Lab (Defrag Sound Processing)
- 2007: Gui Boratto – Chromophobia Remixe Part 1 (Kompakt)
- 2007: Gui Boratto – Chromophobia Remixe Part 2 (Kompakt)
- 2007: Carlo Dall'anese & Gui Boratto – Beautiful Song (DK Records)
- 2007: Gui Boratto, SCSI-9 – Speicher 55 (Kompakt Extra)
- 2007: Marc Romboy vs. Gui Boratto – Eurasia (Systematic)
- 2007: Gui Boratto – Tipologia (Remixes) (Parquet Recordings)
- 2007: Gui Boratto – The Rivington EP (Galaktika Records)
- 2007: Gui Boratto – Atol (Remixes) (Harthouse Mannheim)

- 2008: Gui Boratto & Anderson Noise - Triads (Spectrum Recordings)
- 2008: Gui Boratto & Martin Eyerer – The Island (Audiomatique Recordings)
- 2008: Gui Boratto – Anunciación (K2)

- 2009: Gui Boratto – Atomic Soda / Ballroom [Kompakt]
- 2009: Gui Boratto – I Feel Love [Defrag]
- 2009: Gui Boratto – Notations EP [Lo Kik Records])
- 2009: Gui Boratto – Take My Breath Away [Kompakt]
- 2009: Gui Boratto – No Turning Back [Kompakt]

- 2010: Gui Boratto – Azzurra [Kompakt]

- 2011: Gui Boratto – The Drill [Kompakt]

- 2012: Gui Boratto – Paralelo (Rmx)
- 2012: Gui Boratto – Destination: Education Remixed [Kompakt]
- 2012: Gui Boratto – This is Not The End  [Kompakt]

- 2013: Gui Boratto – Too Late / We Can Go <[Kompakt]
- 2013: Gui Boratto – Trills [Renaissance Back]
- 2013: Maurice Aymard & Gui Boratto – Home [Galaktika])

- 2014: Gui Boratto feat. Come and Hell – Take Control [Kompakt]
- 2014: Gui Boratto – Joker [Kompakt]
- 2014: Gui Boratto – Get the Party Started [Kompakt]

- 2015: Gui Boratto & Mixhell – Animal Machine [D.O.C.]

- 2016: Gui Boratto & Renato Ratier – Tesla/Driver (Speicher 90) [Kompakt]

### Remixes
2017:
- London Grammar – Big Picture (Gui Boratto Rework)
- Elekfantz – Blush

2016:
- Bleeping Sauce – What You Gonna Do
- HNQO – Balinese Death
- Kolombo & LouLou Players feat. Bruna Liz – Can You Handle It
- JUNIOR_C feat. John Evans – Coming Over

2015:
- Melon – Air
- Gunjah – Rave
- Fritz Kalkbrenner – Void

2014:
- HVOB – Window
- Elekfantz – She Knows (Gui Boratto D.O.C. Mix)

2013:
- Elekfantz – Diggin' On You (Gui Boratto D.O.C. Mix)
- Wankelmut & Emma Louise – My Head is a Jungle

2012:
- Stimming & David August – Sexy Beast
- Terranova Feat. Nicolette Krebitz & Udo Kier – Prayer
- Neil Davidge – Awakening
- Battles – Wall Street (Gui Boratto Remix)

2011:
- Mixhell – Antigalactic (Gui Boratto’s Out Of Bounds Mix)
- Anthony Rother – Man Up The Hill

2010:
- Stephan Bodzin vs. Marc Romboy – Atlas
- Faithless – Sun to Me
- Trentemøller – Sycamore Feeling
- Maurice Aymard – Put Some for Jules (Gui Boratto Striped Mix)
- Arsenal – Estupendo (Gui Boratto Remix)
- Way Out West – The Gift 2010 (Gui Boratto's Fallopian Mix)
- Bomb the Bass feat. The Battle Of Land And Sea – Up The Mountain
- Massive Attack Feat. Hope Sandoval – Paradise Circus
- M.A.N.D.Y. vs. Booka Shade – Donut

2009:
- Ada – Lovestoned
- Robert Babicz – Astor
- Simian Mobile Disco – Bad Blood (Gui Boratto Remix Dub)
- Pan/Tone – Lost Highways
- Adam Freeland – Mancry
- Moby – Pale Horses (Gui Boratto's Last Window Remix)
- Pet Shop Boys – Love etc.
- Billy Dalessandro – Acidburn

2008:
- SCSI-9 – Tierra del Fuego
- Sam Taylor-Wood & Pet Shop Boys – I'm In Love With a German Film Star
- Dada Attack – Clearly Imply
- Solee – Impressed
- Bomb the Bass feat. Mark Lanegan – Black River
- Philip Flindt – Forward
- King Unique – Sugarhigh
- Goldfrapp – A&E
- Patrice D'Angello & Nick Holson – One Day

2007:
- Will Saul & Tam Cooper – Sequential Circus
- Adam Freeland – Silverlake Pills
- Tocadisco Feat. Lennart A. Salomon – Better Begin
- Sian – Flood
- Oliver Klein – Re-Kraft
- Robert Babicz – Sin
- Tube & Berger Feat. Vanity – Funky Shit
- Delon & Dalcan – Beyond Clouds

2006:
- Eyerer & Chopstick – Haunting
- Monoroom – Memory Inc. Part II
- Agoria – Baboul Hair Cuttin
- Oscar – Freak Inside
- Guy J & Sahar Z – Hazui
- Alexis Tyrel – Rebecca Loos

2005:
- Zentex – Pimiö
- Claudio Zoli – Acenda O Farol

2004:
- Kaleidoscópio –  Voce Me Apareceu (Gui Boratto Horn Mix)
- Kaleidoscópio – Meu Sonho (Gui Boratto Star Guitar Extended Mix)

2003:
- Antônio Pinto & Ed Côrtez – Molestado (Gui Boratto Edit)